# Friedensburg-Oberschule
Die Friedensburg-Oberschule (FOS) in Berlin ist eine Integrierte Sekundarschule (ehemals Integrierte Gesamtschule) mit gymnasialer Oberstufe und Standort der „Staatlichen Europa-Schule Berlin“ (SESB) für die Sprachkombination Deutsch-Spanisch. Sie zählt mit ca. 1100 Schülern und einem wöchentlichen Stundenvolumen von 2400 Unterrichtsstunden zu den zehn größten allgemeinbildenden Schulen Berlins.

## Geschichte
Die Friedensburg-Oberschule (FOS) wurde 1975 als Gesamtschule der Klassen 7 bis 10 mit zehn Zügen und bis zu 1200 Schülern gegründet. Das Fächerangebot, eine Differenzierung des Unterrichts nach Leistungsfähigkeit, die Integration einer großen sozialen und kulturellen Diversität der Schülerschaft und die Zentralstellung der Arbeitslehre waren die Merkmale der FOS im ersten Jahrzehnt.

Panorama der Schule

Die regionale Schullandschaft in Charlottenburg ist stark von Gymnasien bestimmt. So stellte sich in den ersten Jahren die Frage, welche Schüler- und Elternschaft der Schule auf Dauer die nötige Vielfalt an Lernangeboten, an Talenten und an Lehrpersonal garantieren würde. Die Einrichtung einer gymnasialen Oberstufe wurde im Jahr 1994 genehmigt. Der erste Oberstufenjahrgang ging vier Jahre später mit 25 Schülern ins Abitur, heute legen jedes Jahr ca. 130 Abiturienten ihre Prüfungen ab. Mit dem Schuljahresbeginn 2016 wurden erstmals fünf Klassen für die Einführungsphase eingerichtet. Die FOS ist nach eigenen Angaben eine der nachgefragtesten Schulen im Bezirk.
Aufgrund der sprachlichen und kulturellen Vielfalt beantragte die Schule einen Standort für die „Staatliche Europa-Schule Berlin“ (SESB). Dies gelang 2003/04 mit dem Profil Deutsch-Spanisch. Mit der Schülerschaft der SESB wurde die Schule sowohl durch neue Sprachen und Nationalitäten als auch durch neue Kultureinflüsse bereichert; das Sprachenprofil, in dem das Russische über Jahrzehnte eine wichtige Rolle spielte, entwickelte sich weiter. Die SESB umfasst inzwischen fast die Hälfte der Schülerschaft und ist damit die größte Oberschule des Profils SESB in Berlin. In den Klassen 7 bis 10 hat die Schule pro Jahrgang vier SESB- und vier Regelklassen. Der sprachliche und kulturelle Einfluss der SESB hat den Kreis von Institutionen, welche die Schule partnerschaftlich begleiten, deutlich erweitert.
Die Schulstrukturreform 2010 brachte eine tiefgreifende Veränderung mit sich. Obwohl für die bisherige Gesamtschule im Übergang zur Integrierten Sekundarschule nur geringfügige Änderungen notwendig gewesen wären, entschloss sich die Schulgemeinschaft, die neu gewonnenen Gestaltungsmöglichkeiten zu nutzen. In einem Diskussions- und Entscheidungsprozess wurden zwei wesentliche Säulen der Reform für die FOS neugestaltet: Die äußere Leistungs-Differenzierung nach dem bis dahin in Berlin obligatorischen FE/GA-System wurde ersetzt durch ein abgestuftes System der inneren Differenzierung mit abschlussorientierten Elementen. Die berufliche Orientierung wurde zu einem schulspezifischen Konzept gestaltet, das inzwischen landesweit auf Interesse stößt. 
2015 und 2020 wurde die FOS für den Deutschen Schulpreis nominiert.

## Leitung
- 1975 bis 1981: Burkhard Willimsky
- 1983 bis 2003: Armin Grießmeyer
- 2005 bis 2015: Paul Schuknecht
- 2015 bis heute: Sven Zimmerschied